# Mk.I哨兵巡航坦克
Mk.I哨兵巡航坦克是一款二戰時期由澳大利亞設計的巡航坦克。當時，澳大利亞決定設計哨兵坦克的原因主要有兩個，一是當時面臨日軍入侵的威脅，二是澳洲計劃派兵到歐洲戰場支援盟友。它是澳大利亞的第一種使用鑄造車體的坦克，也是建國以來澳大利亞唯一能夠量產的坦克。但是，因為日本最終並沒有入侵澳大利亞本土，加上澳洲獲得了英美援助的坦克，在少量哨兵坦克下線後，生產即告停止。截至第二次世界大戰結束，哨兵坦克也沒有參與過實際作戰。1945年，除保留3輛哨兵坦克作收藏評估外，其餘哨兵坦克均報廢拆除。

## 歷史
AC Mk.I(英語：在1940年11月開始研發，計劃安裝QF 2磅炮。它是一款真正的巡航坦克，類似于加拿大的白羊坦克，澳大利亞的巡航坦克設計上借鑑了美國M3李戰車的發動機，傳動系統和底盤。但是裝甲來得更厚，並且炮塔的樣式比較接近英國的巡航坦克。但是，1942年，爲了能夠趕上德國的坦克設計水平，設計指標更偏向于美式的中型坦克。
因為澳大利亞以前缺乏坦克的設計經驗，一個代表團被派往美國考察M3“李”戰車的設計。同時，英國派出了一名有著多年坦克設計經驗的炮兵軍官，W.D.沃森 MC上校。他在1940年12月抵達了澳大利亞。
在1942年2月，AC Mk.I坦克被正式定名為“哨兵”。並由悉尼的邱羅拉坦克裝備加工廠生產。該種坦克從1942年8月開始交付使用。它同時還被用於實驗。并使用了一些其它坦克現有的配件。儘管要安裝炮塔，但它的底盤是一體鑄造的。這在同時代坦克中是獨一無二的。
儘管原本計劃安裝QF 2磅炮，但是最後決定改為安裝QF 6磅炮（口徑為57mm，合2.25英寸）。不過，因為沒法得到足夠的6磅炮，因此，最初的65輛坦克仍然安裝2磅炮。同時，安裝了2門維克斯機槍作為次要武器。一挺安裝在底盤上，另一挺作為同軸機槍安裝在炮塔上。原本計劃安裝的普拉特＆惠特尼R-1340汽油機或吉伯森柴油機帶動一個28噸的坦克十分合適，但是因為澳大利亞當局無法獲得這些引擎，因此，最終，哨兵坦克安裝的是3門凱迪拉克346英寸³（5.7升）V8車用汽油機。（兩門並排安裝，一門在它們後方。）65輛坦克在1943年6月前全部完成。

## 型號

### AC3“閃電”

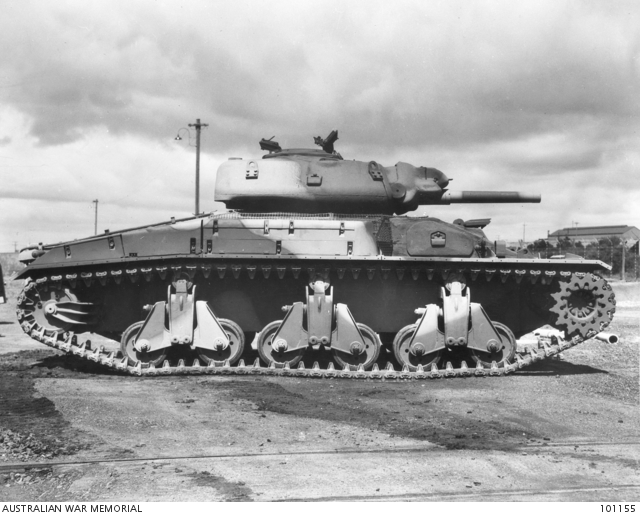
一輛AC3坦克

AC3是哨兵坦克的繼任者。它的火力和裝甲有了較大的提高。爲了提高火力，將火力優於QF 2磅炮的QF 25磅榴彈炮很快改造爲了QF 25磅短管坦克炮。並被安裝在AC3坦克上。QF 25磅短管坦克炮被安裝在一個比AC1坦克更大的砲塔上。但是，這個炮塔卻被安裝在同樣的54英寸(合1372mm)砲塔座圈上。雖然這個砲塔的空間對於砲塔裡的乘員來說有些狹窄，但是這卻讓AC3坦克能發射穿甲彈和高威力的高爆彈。為了留出更大空間安放砲彈，車體上的機槍和機槍手被去除。 AC3同樣由3台V8引擎驅動，不過 
他們現在呈放射狀地安裝在一個共同的曲軸箱和齒輪在一起，與“佩里耶- 凱迪拉克”(一種17.1升，24缸發動機)採取了相同的形式。并與之後的用於美軍的M3，M4坦克克萊斯勒並聯發動機在一些方面十分相似。在一輛原型車被製造出來后，又製造了25輛這種坦克。

### AC4

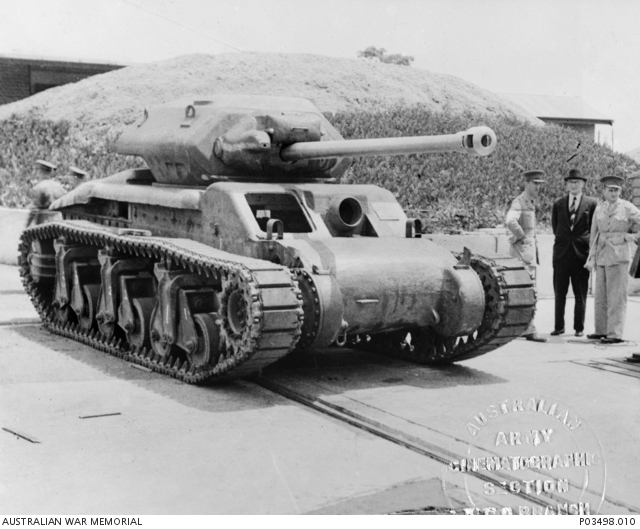
安裝17磅炮的AC4坦克

爲了進一步提高該坦克的火力，一種能夠安裝當時盟軍最先進的反坦克炮——QF 17磅炮的炮塔被研發出來。並被安裝在了AC4坦克上。這種炮塔款式更新，尺寸更大，被安裝在一個70英寸（合1778mm）的炮塔座圈上。爲了安裝這個炮塔，發動機的佈局變得緊湊了一些。

## 服役

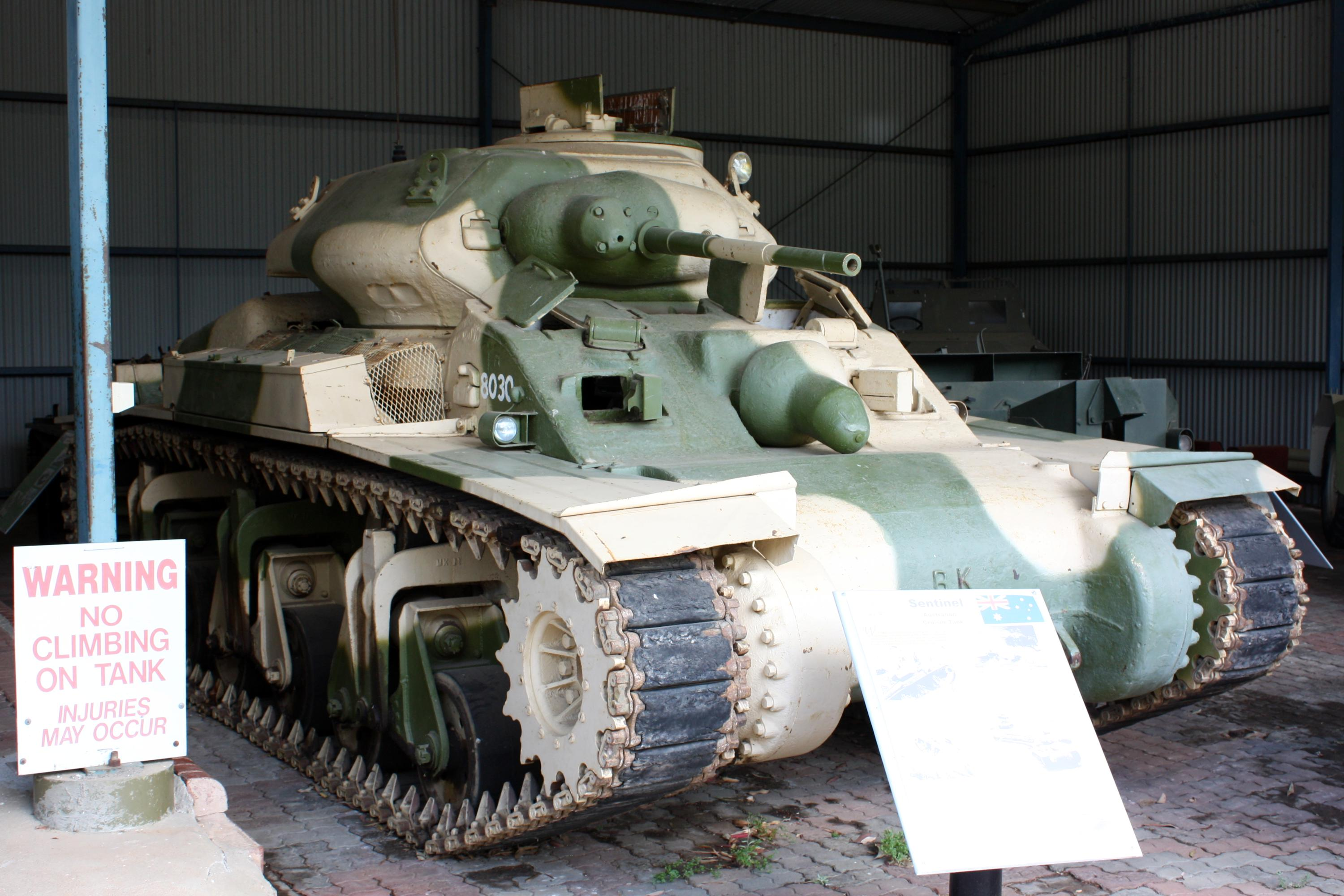
陈列于澳大利亞皇家裝甲兵團坦克博物馆的AC1哨兵坦克

被生產出來的哨兵坦克僅被用作評估目的，並沒有裝備部隊。澳大利亞巡洋坦克（英語：The Australian Cruiser，縮寫AC）工程最終在1943年7月結束。因為軍方認為，與其在澳大利亞巡洋坦克上費工夫，還不如採購更多的美製坦克。已經製造的坦克最終被封存（也有說法認為它們被用於訓練）直到大戰結束。在1943年，澳大利亞第三坦克集團軍裝備了一個中隊的改造過的AC1坦克。但這似乎也是它唯一的服役記錄了。這些坦克還被用於了電影拍攝。

## 現存品
所有的坦克在1945年都被拆卸，只保留了3輛坦克。它們都可以在澳大利亞皇家裝甲兵團坦克博物館和博文頓坦克博物館中被看到。

## 實驗型號
- AC II

在AC I坦克的基礎上作了提高，但是從來沒有被生產過。

## 流行文化

### 電子遊戲
- 《戰爭雷霆》
- 《應徵入伍》

## 爭議參見
- 鮑勃·森普爾坦克 - 新西蘭的坦克設計方案
- 斯科菲爾德坦克 - 同上
- NI坦克 - 俄羅斯的坦克設計方案
- 白羊坦克 - 加拿大的坦克設計方案

## 來源/腳註
1. 1 2 3  Department of Armoured Fighting Vehicle Production (March 1943): Provisional Workshop Manual, Tank Australian Cruiser Mk. 1
2. ↑  Hopkins, R.N.L. (1978): Australian Armour A History of the Australian Armoured Corps 1927–1972, Australian War Memorial ISBN 0-642-99407-2
3. ↑  Mellor p304
4. ↑  Bingham, J (1971): AFV/Weapons Profiles 31 'Australian Sentinel and Matildas', Profile Publications Limited
5. ↑  Ross, A.T. . Turton & Armstrong. 1995. ISBN 0-908031-63-7.
6. ↑  以為這種設計付出了很大心血的法國引擎設計師羅伯特·佩里耶命名(Mellor p319)
7. ↑  Fletcher, D (1993): The Universal Tank British Armour in the Second World War Part 2, HMSO, ISBN 0-11-290534-X
8. ↑  'National Archives of Australia' （页面存档备份，存于） MP508/1, 325/703/3084 G.S. Specifications Cruiser Tank AC3 and AC4
9. 1 2  .   [2013-11-30]. （原始内容存档于2020-11-12）.
10. ↑  .   [2013-11-30]. （原始内容存档于2006-12-19）.
11. ↑  Handel, P (2003) Dust, Sand and Jungle, RAAC Memorial and Army Tank Museum, ISBN 1-876439-75-0.
12. ↑  'National Archives of Australia' （页面存档备份，存于） MT1274/1 325/0118/1 Australian "Cruiser" tanks: dismantling and disposal of 63 in total 66

## 外部連結
- Armour in Focus （页面存档备份，存于）
- 二戰坦克